# Antonio Garrido (acteur)
Pour les articles homonymes, voir Antonio Garrido.
Antonio Garrido (Séville, 20 août 1971) est un acteur et présentateur de télévision espagnol.
Il commence dans une compagnie théâtrale, en participant à plusieurs œuvres comme Bajarse al moro, Breve Brecht, Un nuevo mundo, El barbero de Sevilla, Réquiem de Berlín ou El otro lado de la cama.

## Filmographie
- 2005 : Camarón de Jaime Chávarri
- 2005 : Desde que amanece apetece d'Antonio del Real
- 2005 : El camino de los ingleses d'Antonio Banderas
- 2008 : Journal intime d'une nymphomane (Diario de una ninfómana), de Christian Molina (es)
- 2008 : Trío de ases: el secreto de la Atlántida : Pit
- 2011 : Un jour de chance : Dr. Velasco
- 2012 : The End de Jorge Torregrossa : Rafa
- 2013 : Solo para dos : Jairo

## Télévision

### En tant qu'acteur
- 2005 : Un, Dos, Tres : Andrés
- 2005 : Al filo de la ley, TVE
- 2006-2007 : Los Simuladores, Cuatro
- 2009 : La chica de ayer, Antena 3
- 2010-2012 :  Los protegidos : Mario Montero
- 2013 : Isabel : Duque de Medina Sidonia
- 2013 : Con el culo al aire : Antonio Garrido
- 2013 : Amar es para siempre : Augusto Lloveras
- 2013 : Amar en tiempos revueltos : Augusto Lloveras

### En tant que présentateur
- El día D, Canal Sur
- Vamos de fiesta, Canal Sur
- Andalucía directo, Canal Sur
- Gente de mente, Cuatro, 2007
- Identity, TVE, 2007-2008
- Hijos de Babel, TVE, 2008
- ¿Quién quiere ser millonario?, Antena 3, 2009

## Prix
- Premios de la Unión de Actores (Prix de l'Union des Acteurs), Nomination pour meilleur acteur théâtral secondaire, 2005